# Paris i gala
Paris i gala (engelska: Fashions of 1934) är en amerikansk långfilm från 1934 i regi av William Dieterle, med William Powell, Bette Davis, Frank McHugh och Hugh Herbert i rollerna.

## Handling
När investeringsbyrån som Sherwood Nash (William Powell) driver går i konkurs tvingas han börja samarbeta med sin vän Snap (Frank McHugh) och modedesignern Lynn Mason (Bette Davis). De tillhandahåller billiga butiker med billiga kopior av dyra franska klänningar. Lynn upptäcker att den välkända designern Oscar Baroque (Reginald Owen) blir inspirerad av gamla kostymböcker och hon börjar göra egna designer enligt samma idé. Hon signerar även sina verk med Baroques namn.
Sherwood inser att Baroques partner, ärkehertiginnan Alix (Verree Teasdale) egentligen är hans gamla vän från Hoboken, New Jersey, Mabel McGuire. Han hotar att avslöja hennes identitet om hon inte lyckas övertyga Baroque att designa kostymerna till en musikal med henne i huvudrollen. Baroque köper in ett lager med strutsfjädrar från Sherwoods kumpan Joe Ward (Hugh Herbert) vilket orsakar en jordbävning inom modevärlden.
Sherwood öppnar modehuset Maison Elegance i Paris. De lyckas väldigt väl tills Baroque inser att Lynn förfalskar klänningar av honom. Baroque får Sherwood arresterad, men han lyckas övertyga polisen om att han ska få tid att reda ut det hela. Han tar sig in på Baroques och Alixs fängelse och hotar att förödmjuka designern genom att avslöja hans bruds verkliga identitet om han inte släpper fallet. Baroque går med på det hela och köper Maison Elegance av Sherwood, som tar med sig Lynn tillbaka till USA.

## Rollista
| William Powell   | – Sherwood Nash            |
| Bette Davis      | – Lynn                     |
| Frank McHugh     | – Snap                     |
| Hugh Herbert     | – Joe Ward                 |
| Verree Teasdale  | – The Duchess              |
| Reginald Owen    | – Baroque                  |
| Henry O'Neill    | – Duryea                   |
| Phillip Reed     | – Jimmy                    |
| Gordon Westcott  | – Harry                    |
| Dorothy Burgess  | – Glenda                   |
| Etienne Girardot | – Glass                    |
| William Burress  | – Feldman                  |
| Nella Walker     | – Mrs. Van Tyle            |
| Spencer Charters | – Man som tar bort telefon |
| George Humbert   | – Caponelli                |

## Galleri

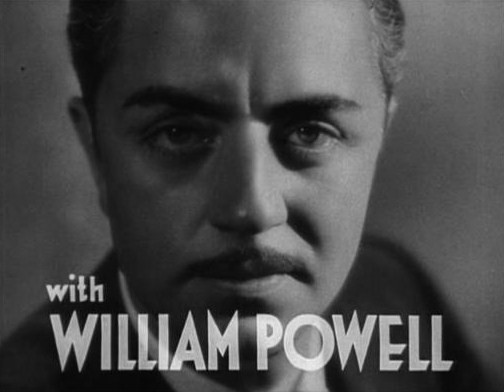
William Powell
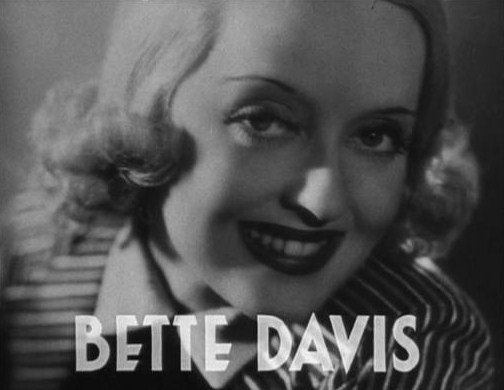
Bette Davis

## Sånger
Filmens musiknummer inkluderar "Spin a Little Web of Dreams" och "Broken Melody" av Sammy Fain och Irving Kahal och "Mon Homme" av Maurice Yvain, Albert Willemetz och Jacques Charles. Harry Warren skrev ett musiktema utan titel som spelas under en modevisning.